# محوطه بردآسیاب
محوطه بردآسیاب مربوط به عصر آهن است و در شهرستان خرم‌آباد، بخش ویسیان، دهستان شوراب، روستای تل مینه واقع شده و این اثر در تاریخ ۱۳ آبان ۱۳۸۶ با شمارهٔ ثبت ۱۹۸۰۸ به‌عنوان یکی از آثار ملی ایران به ثبت رسیده است.